# Cicha Woda Orawska
Cicha Woda Orawska lub po prostu Cicha Woda (słow. Oravica lub Tichá voda) – potok płynący Rowem Podtatrzańskim na granicy dwóch regionów geograficznych: Tatr Zachodnich i Pogórza Spisko-Gubałowskiego i stanowiący granicę między tymi regionami. Powstaje na wysokości ok. 950 m n.p.m. na polskiej polanie Molkówka, następnie spływa w zachodnim kierunku przez słowacką Dolinę Cichą Orawską. Według geografów polskich przy Szatanowej Polanie łączy się na wysokości 834 m n.p.m. z Juraniowym Potokiem, dając początek Orawicy. Jednak geografowie słowaccy nie wydzielają Cichej Wody Orawskiej jako osobnego potoku, traktując go jako część Orawicy (ich zdaniem na polanie Molkówka swoje źródła ma właśnie Orawica). Po drodze zasilany jest licznymi potokami z Tatr Zachodnich i z Pogórza Spisko-Gubałowskiego. Z południowej strony (Tatry) największe z nich to: Potok Bratrańców, Furkaski Potok, Czaplowy Potok.
Ma niewielki spadek, kamieniste dno i bardzo czystą wodę, płynie bowiem przez obszary w ogóle niezamieszkane, a tatrzańska część jego dopływów znajduje się na obszarze parku narodowego (TANAP). Po prawej stronie jego koryta biegnie dobra droga (zakaz wjazdu pojazdów).
Jest to jeden z nielicznych cieków mających swoje źródła w Polsce, ale płynących przez Słowację. Wypływa po zachodniej stronie Europejskiego Działu Wodnego i znajduje się w zlewni Morza Czarnego.